# Pseudolaguvia muricata
Pseudolaguvia muricata és una espècie de peix de la família Erethistidae i de l'ordre dels siluriformes.

## Morfologia
- Els mascles poden assolir 2,6 cm de longitud total.
- Nombre de vèrtebres: 28-30.[5]

## Hàbitat
És un peix d'aigua dolça i de clima tropical.

## Distribució geogràfica
Es troba a Àsia: conca del riu Brahmaputra a Bangladesh.